# Bara en enda gång
Bara en enda gång är en sång som framfördes av Ann-Louise Hanson och John Ballard i den svenska Melodifestivalen 1983. Bidraget, som slutade på 5:e plats, skrevs av Ingela 'Pling' Forsman och Anders Glenmark. Singeln från samma år hade Musik har sitt eget språk som B-sida.
1996 spelade dansbandet Micke Ahlgrens in en cover på låten på albumet Säg kan de' vara kärlek .